# Richard Brünner
Richard Brünner (18 de noviembre de 1888-25 de noviembre de 1962) fue un deportista austríaco que compitió en esgrima, especialista en la modalidad de florete. Ganó dos medallas en el Campeonato Mundial de Esgrima, bronce en 1931 y plata en 1933.

## Palmarés internacional
| Campeonato Mundial | Campeonato Mundial | Campeonato Mundial | Campeonato Mundial  |
| Año                | Lugar              | Medalla            | Prueba              |
| ------------------ | ------------------ | ------------------ | ------------------- |
| 1931               | Viena (Austria)    | Medalla de bronce  | Florete por equipos |
| 1933               | Budapest (Hungría) | Medalla de plata   | Florete por equipos |